# Kitzeck im Sausal

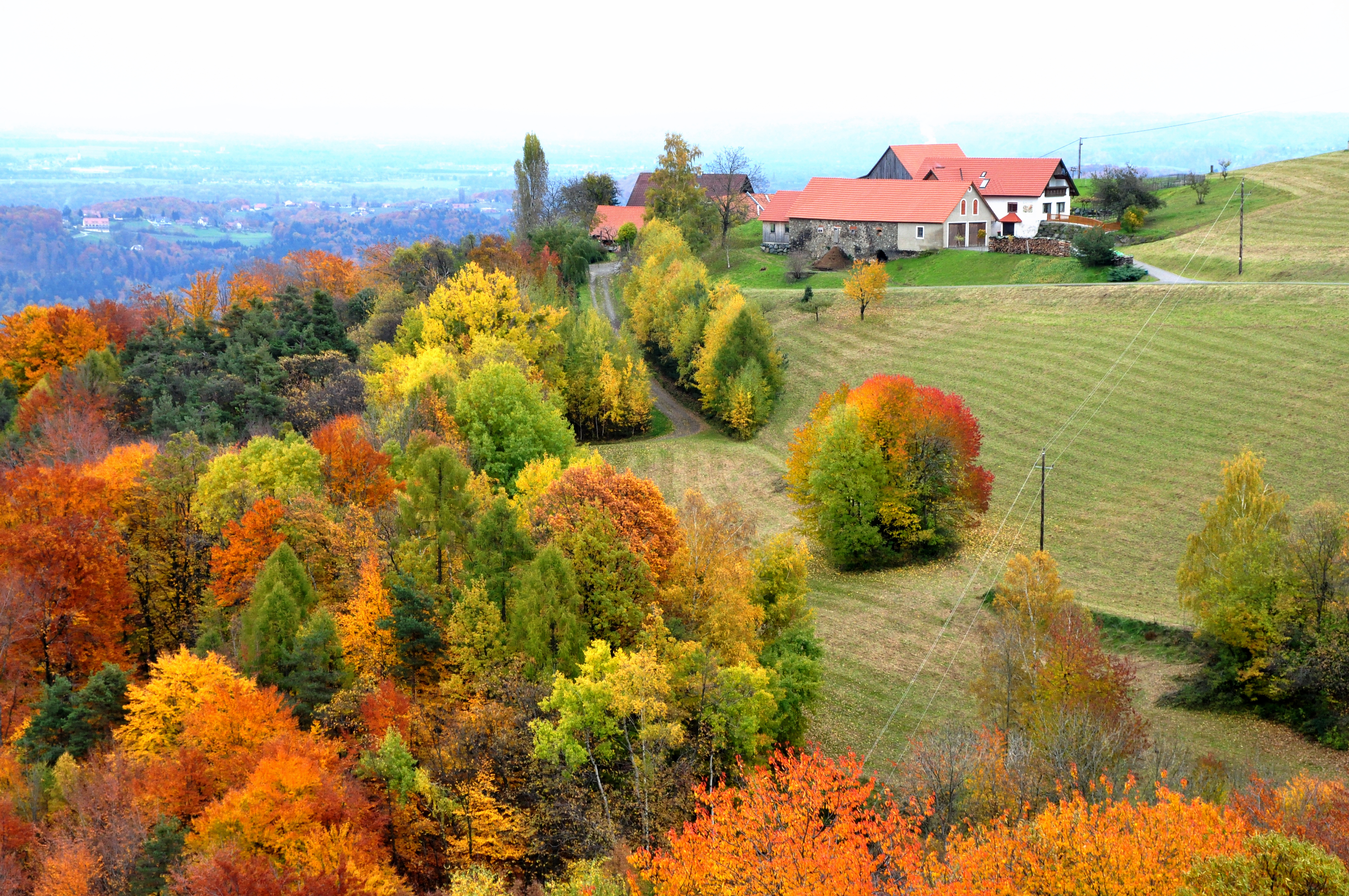
Herbststimmung in Kitzeck

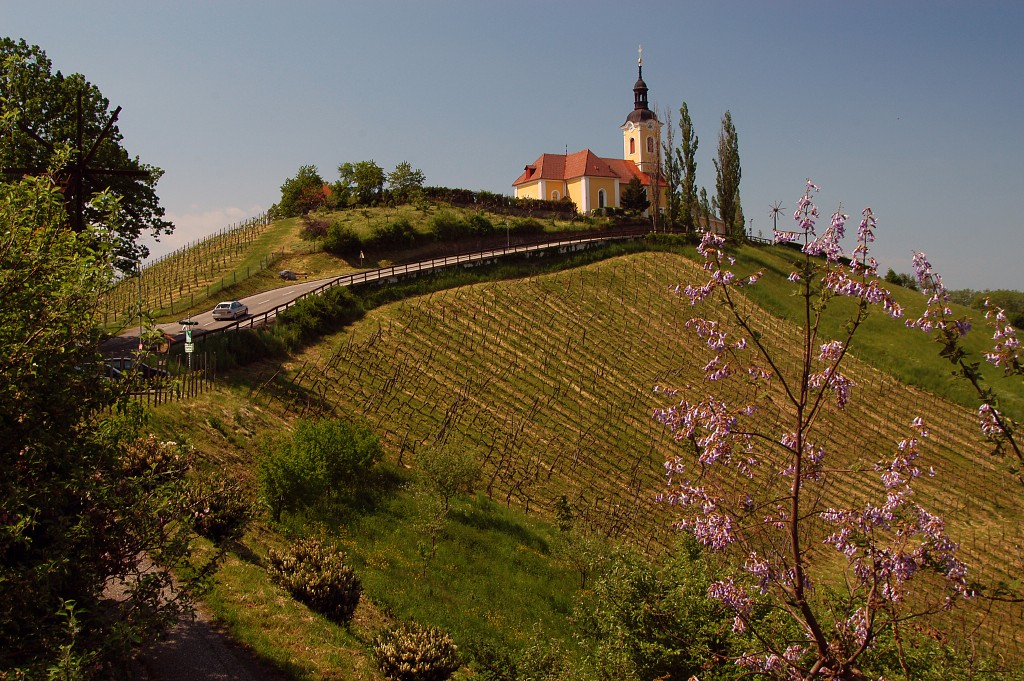
Pfarrkirche Kitzeck

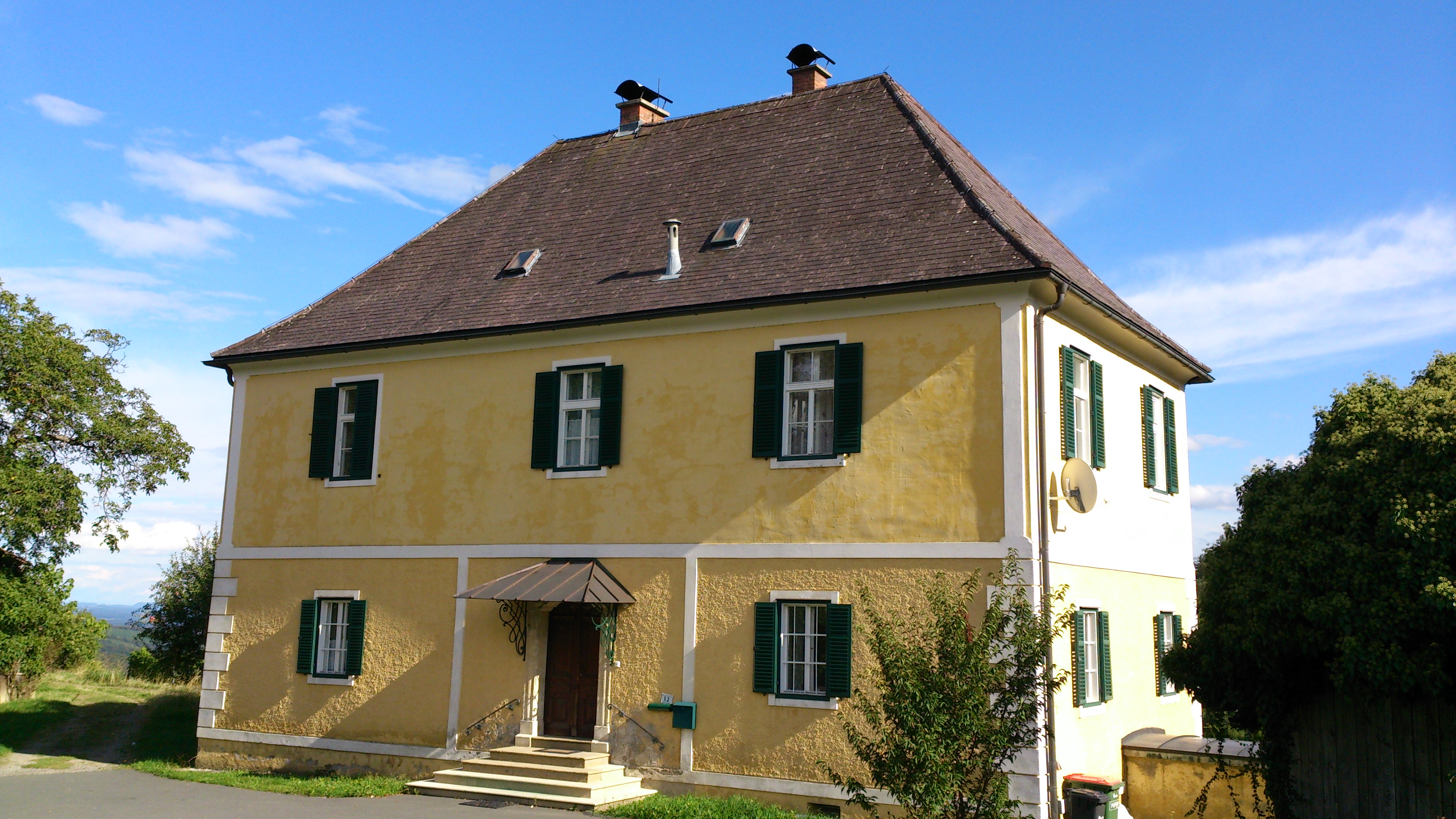
Historischer Pfarrhof Kitzeck

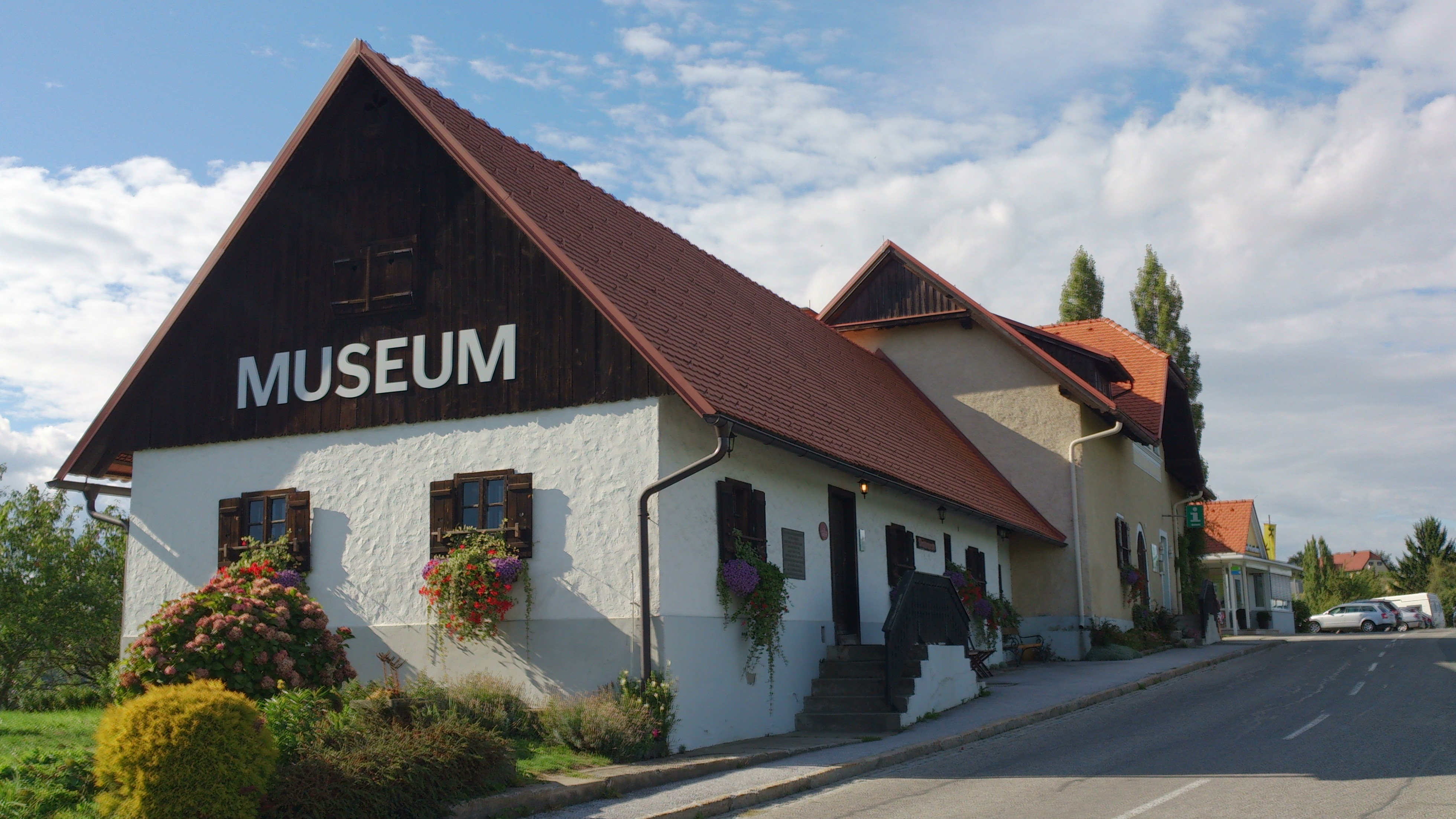
Heimatmuseum im „Hauerhaus“

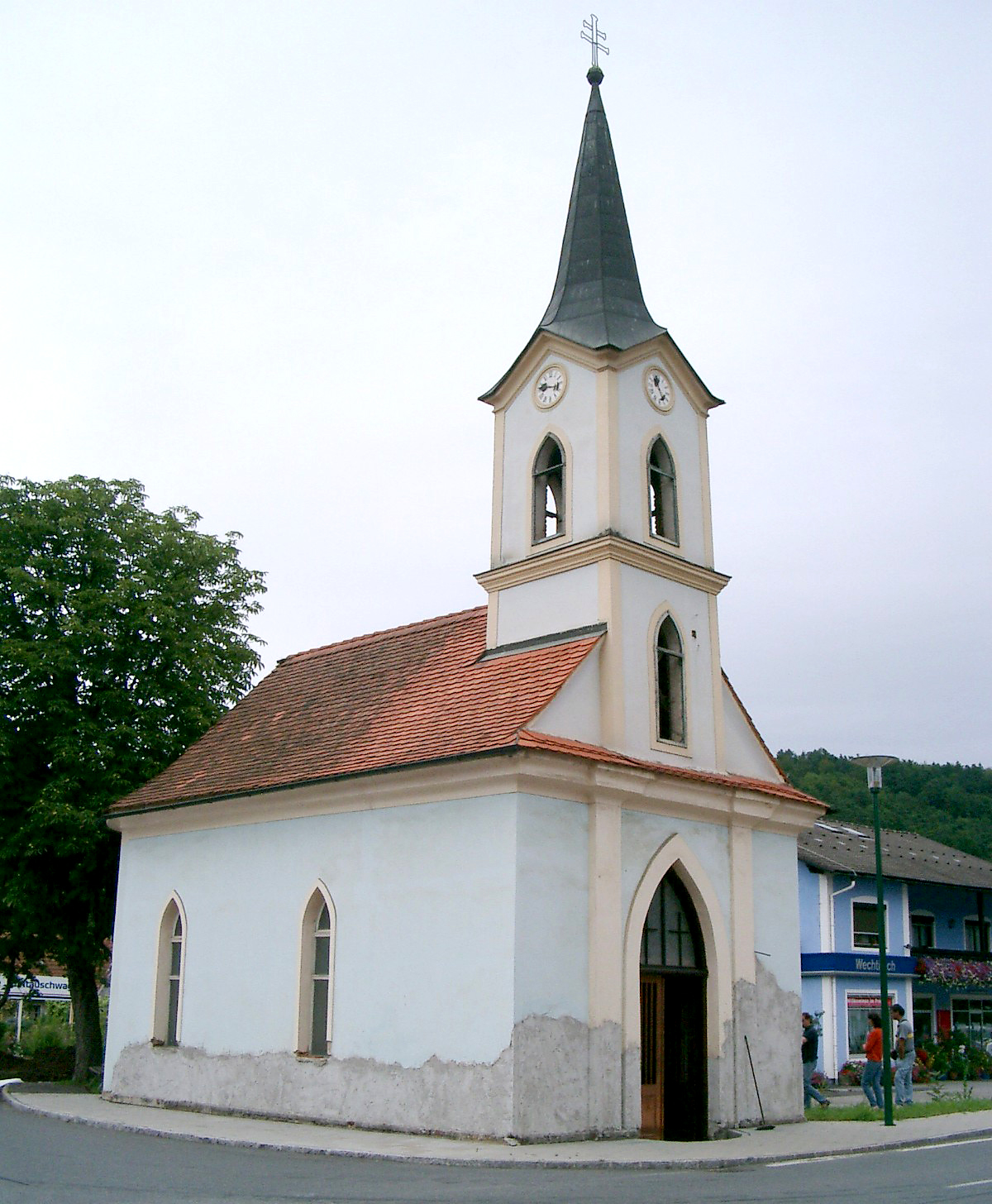
Ortskapelle in Fresing

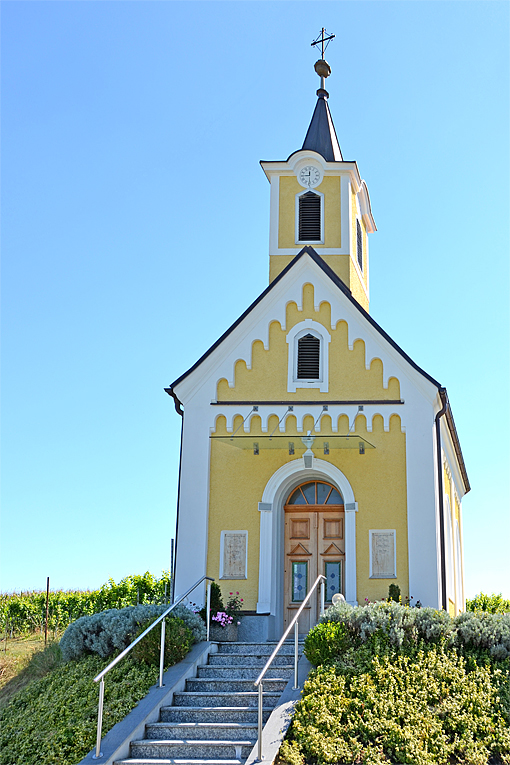
Ortskapelle in Neurath

Kitzeck im Sausal ist eine Gemeinde in der Nähe der Stadt Leibnitz im Bundesland Steiermark. Die Gemeinde hat 1167 Einwohner (Stand 1. Jänner 2024) und liegt in der Region Sausal im politischen Bezirk Leibnitz.

## Geografie
Kitzeck im Sausal liegt zwischen der Koralpe im Westen, der Kleinen Ungarischen Tiefebene im Osten, den Gebirgen der Obersteiermark im Norden und den Bergrücken Sloweniens im Süden.
Die Fläche der Gemeinde beträgt 1.629 ha.

### Gemeindegliederung
Das Gemeindegebiet umfasst sieben Katastralgemeinden bzw. gleichnamige Ortschaften (in Klammern Fläche Stand 31. Dezember 2023; Einwohnerzahl Stand 1. Jänner 2024):
- Brudersegg (211,5 ha; 115 Ew.) samt Altenberg
- Einöd (138,81 ha; 109 Ew.) samt Deutenbach
- Fresing (311,13 ha; 348 Ew.) samt Forstsiedlung und Hollerbach
- Gauitsch (281,73 ha; 147 Ew.) samt Sachernegg, Steinbach und Trebian
- Greith (191,71 ha; 110 Ew.) samt Annaberg und Koregg
- Neurath (255,73 ha; 196 Ew.) samt Mittereggleiten, Oberneurath und Unterneurath
- Steinriegel (239 ha; 142 Ew.) samt Edelschuh, Kitzeck im Sausal, Kroisgraben und Sauegg

Am 1. Juli 1952 wurde die Gemeinde Steinriegel in Kitzeck im Sausal umbenannt.

### Nachbargemeinden
Alle sechs Nachbargemeinden liegen im Bezirk bzw. Gerichtsbezirk Leibnitz.
|                  | Sankt Nikolai im Sausal                     | Tillmitsch |
| Sankt Andrä-Höch | Kompassrose, die auf Nachbargemeinden zeigt |            |
| Gleinstätten     | Großklein                                   | Heimschuh  |

## Geschichte
Im Ortsteil Trebian östlich des Ortes Kitzeck sollen sich um 1925 unerklärliche Ereignisse abgespielt haben. Dieser „Spuk von Trebian“ endete nach einem Eingreifen der Spiritistin Maria Silbert 1927. Diese Geschichte wurde von Claudia Rossbacher in ihrem Kriminalroman „Steirerrausch“ aus dem Jahr 2019 aufgegriffen.

### Bevölkerungsentwicklung
Die Einwohnerzahl von Kitzeck ist seit 1869, als die Gemeinde 1754 Einwohner zählte, mit wenigen Ausnahmen fast stetig gesunken. 2001 wohnten in der Gemeinde noch 1198 Menschen. Der Einwohnerverlust ging auf Abwanderung zurück. 2011 hatte Kitzeck wieder 1208 Einwohner. Bis 2020 stieg die Bevölkerungszahl wegen der positiven Wanderungsbilanz trotz negativer Geburtenbilanz auf 1229 Einwohner.
| Kitzeck im Sausal: Einwohnerzahlen von 1869 bis 2024 | Kitzeck im Sausal: Einwohnerzahlen von 1869 bis 2024 | Kitzeck im Sausal: Einwohnerzahlen von 1869 bis 2024 | Kitzeck im Sausal: Einwohnerzahlen von 1869 bis 2024 | Kitzeck im Sausal: Einwohnerzahlen von 1869 bis 2024 |
| ---------------------------------------------------- | ---------------------------------------------------- | ---------------------------------------------------- | ---------------------------------------------------- | ---------------------------------------------------- |
| Jahr                                                 |                                                      |                                                      |                                                      | Einwohner                                            |
| 1869                                                 | 1869                                                 |                                                      | 1.754                                                | 1.754                                                |
| 1880                                                 | 1880                                                 |                                                      | 1.760                                                | 1.760                                                |
| 1890                                                 | 1890                                                 |                                                      | 1.725                                                | 1.725                                                |
| 1900                                                 | 1900                                                 |                                                      | 1.664                                                | 1.664                                                |
| 1910                                                 | 1910                                                 |                                                      | 1.592                                                | 1.592                                                |
| 1923                                                 | 1923                                                 |                                                      | 1.591                                                | 1.591                                                |
| 1934                                                 | 1934                                                 |                                                      | 1.537                                                | 1.537                                                |
| 1939                                                 | 1939                                                 |                                                      | 1.527                                                | 1.527                                                |
| 1951                                                 | 1951                                                 |                                                      | 1.613                                                | 1.613                                                |
| 1961                                                 | 1961                                                 |                                                      | 1.503                                                | 1.503                                                |
| 1971                                                 | 1971                                                 |                                                      | 1.423                                                | 1.423                                                |
| 1981                                                 | 1981                                                 |                                                      | 1.291                                                | 1.291                                                |
| 1991                                                 | 1991                                                 |                                                      | 1.218                                                | 1.218                                                |
| 2001                                                 | 2001                                                 |                                                      | 1.198                                                | 1.198                                                |
| 2011                                                 | 2011                                                 |                                                      | 1.208                                                | 1.208                                                |
| 2021                                                 | 2021                                                 |                                                      | 1.190                                                | 1.190                                                |
| 2024                                                 | 2024                                                 |                                                      | 1.167                                                | 1.167                                                |
| Quelle(n): Statistik Austria, Gebietsstand 1.1.2021  |                                                      |                                                      |                                                      |                                                      |

## Kultur und Sehenswürdigkeiten
- Pfarrkirche Schmerzhafte Maria
- Weinmuseum Kitzeck
- Marienkapelle

## Wirtschaft
Kitzeck im Sausal fokussiert sich wirtschaftlich auf die Sektoren Weinbau und Tourismus. In der Gemeinde sind ca. 130 ha. Rebflächen vorzufinden – welche teilweise ein Gefälle von bis zu 49 Grad aufweisen. Des Weiteren finden sich zahlreiche Buschenschank- und Gastronomiebetriebe in der Gemeinde Kitzeck im Sausal.
Die Gemeinde bildet gemeinsam mit vielen anderen Gemeinden in den Bezirken Deutschlandsberg und Leibnitz den Tourismusverband Südsteiermark. Der Hauptsitz des Tourismusverbandes befindet sich am Hauptplatz in Deutschlandsberg. In Kitzeck im Sausal wird ein Tourismusbüro des Verbandes unterhalten.

## Politik

### Gemeinderat
Der Gemeinderat hat 15 Mitglieder. Nach den Gemeinderatswahlen hatte der Gemeinderat folgende Verteilungen:
- 2000: 9 ÖVP, 4 SPÖ, 1 Kitzeck-Aktiv und 1 FPÖ
- 2005: 8 ÖVP, 6 SPÖ und 1 FPÖ
- 2010: 9 ÖVP, 4 Bürgerliste Heinz, 1 FPÖ und 1 SPÖ
- 2015: 6 ÖVP, 4 Bürgerliste Heinz, 3 SPÖ und 2 FPÖ
- 2020: 8 ÖVP, 4 Bürgerliste Heinz, 2 SPÖ, 1 FPÖ
- Seit den Gemeinderatswahlen in der Steiermark 2025 hat der Gemeinderat folgende Verteilung:[6]
  - 9 ÖVP
  - 3 Bürgerliste Heinz
  - 2 SPÖ
  - 1 FPÖ

### Bürgermeister
- bis 1989 Peter Warga (ÖVP)
- 1989–2014 Karl Schauer (ÖVP)
- 2014–2020 Ursula Malli (ÖVP)
- seit 2020 Josef Fischer (ÖVP)[7]

## Persönlichkeiten
- Franz Arnfelser (1846–1898), Komponist, wurde im damals selbständigen Ortsteil Gauitsch geboren
- Josef A. Riemer (* 1950), Politiker, Ausbildungsleiter, Trainer und Dichter
- Adalbert Cramer (* 1951), Projektmanager und Politiker, Abgeordneter zum Oberösterreichischen Landtag
- Christian Teissl (* 1979), Schriftsteller[8]